# Wereldbeker rodelen
De wereldbeker rodelen is een regelmatigheidsklassement voor rodelen dat sinds het seizoen 1977/1978 voor mannen en vrouwen wordt georganiseerd door de Fédération Internationale de Luge de Course (FIL).
Bij de start in 1977/1978 waren er wereldbekers voor de mannen individueel en dubbel en bij de vrouwen individueel. Hierna kwam er in het seizoen 2003/2004 de wereldbeker voor landenteams bij en in het seizoen 2022/2023 de wereldbeker voor de vrouwen dubbel.

## Wereldbekerpunten
In elke wereldbekerwedstrijd is, afhankelijk van de behaalde plaats, een vast aantal punten te verdienen. De rodelaar met de meeste punten aan het eind van het seizoen wint de wereldbeker. De volgende tabel geeft de punten per plaats.
| Plaats | 1   | 2  | 3  | 4  | 5  | 6  | 7  | 8  | 9  | 10 | 11 | 12 | 13 | 14 | 15 | 16 | 17 | 18 | 19 | 20 | 21 | 22 | 23 | 24 | 25 | 26 | 27 | 28 | 29 | 30 | 31 | 32 | 33 | 34 | 35 | 36 | 37 | 38 | 39 | 40+ |
| Punten | 100 | 85 | 70 | 60 | 55 | 50 | 46 | 42 | 39 | 36 | 34 | 32 | 30 | 28 | 26 | 25 | 24 | 23 | 22 | 21 | 20 | 19 | 18 | 17 | 16 | 15 | 14 | 13 | 12 | 11 | 10 | 9  | 8  | 7  | 6  | 5  | 4  | 3  | 2  | 1   |

## Erelijsten

### Mannen individueel
| Editie    | Eerste                           | Tweede              | Derde                                 |
| --------- | -------------------------------- | ------------------- | ------------------------------------- |
| 1977/1978 | Anton Winkler                    | Paul Hildgartner    | Gerd Böhmer Manfred Schmid            |
| 1978/1979 | Paul Hildgartner                 | Hansjörg Raffl      | Karl Brunner                          |
| 1979/1980 | Ernst Haspinger                  | Karl Brunner        | Georg Fluckinger                      |
| 1980/1981 | Ernst Haspinger Paul Hildgartner |                     | Karl Brunner                          |
| 1981/1982 | Ernst Haspinger                  | Sergej Danilin      | Michael Walter                        |
| 1982/1983 | Paul Hildgartner                 | Sergej Danilin      | Ernst Haspinger                       |
| 1983/1984 | Michael Walter                   | Norbert Huber       | Joeri Chartsjenko                     |
| 1984/1985 | Norbert Huber                    | Markus Prock        | Gerhard Sandbichler Wolfgang Schädler |
| 1985/1986 | Norbert Huber                    | Johannes Schettel   | Paul Hildgartner                      |
| 1986/1987 | Norbert Huber                    | Rene Friedl         | Paul Hildgartner Markus Prock         |
| 1987/1988 | Markus Prock                     | Joeri Chartsjenko   | Jens Müller                           |
| 1988/1989 | Georg Hackl                      | Jens Müller         | Johannes Schettel                     |
| 1989/1990 | Georg Hackl                      | Markus Prock        | Norbert Huber                         |
| 1990/1991 | Markus Prock                     | Georg Hackl         | Jens Müller                           |
| 1991/1992 | Markus Prock                     | Duncan Kennedy      | Georg Hackl                           |
| 1992/1993 | Markus Prock                     | Georg Hackl         | Duncan Kennedy                        |
| 1993/1994 | Markus Prock                     | Duncan Kennedy      | Georg Hackl                           |
| 1994/1995 | Markus Prock                     | Armin Zöggeler      | Jens Müller                           |
| 1995/1996 | Markus Prock                     | Armin Zöggeler      | Georg Hackl                           |
| 1996/1997 | Markus Prock                     | Jens Müller         | Wilfried Huber                        |
| 1997/1998 | Armin Zöggeler                   | Norbert Huber       | Gerhard Gleirscher                    |
| 1998/1999 | Markus Prock                     | Georg Hackl         | Jens Müller                           |
| 1999/2000 | Armin Zöggeler                   | Jens Müller         | Georg Hackl                           |
| 2000/2001 | Armin Zöggeler                   | Georg Hackl         | Markus Prock                          |
| 2001/2002 | Markus Prock                     | Armin Zöggeler      | Georg Hackl                           |
| 2002/2003 | Markus Kleinheinz                | Georg Hackl         | Armin Zöggeler                        |
| 2003/2004 | Armin Zöggeler                   | Georg Hackl         | David Möller                          |
| 2004/2005 | Albert Demtsjenko                | Georg Hackl         | Markus Kleinheinz David Möller        |
| 2005/2006 | Armin Zöggeler                   | David Möller        | Tony Benshoof                         |
| 2006/2007 | Armin Zöggeler                   | David Möller        | Reinhold Rainer                       |
| 2007/2008 | Armin Zöggeler                   | David Möller        | Albert Demtsjenko                     |
| 2008/2009 | Armin Zöggeler                   | David Möller        | Jan Eichhorn                          |
| 2009/2010 | Armin Zöggeler                   | Albert Demtsjenko   | Felix Loch                            |
| 2010/2011 | Armin Zöggeler                   | Felix Loch          | Albert Demtsjenko                     |
| 2011/2012 | Felix Loch                       | Andi Langenhan      | David Möller                          |
| 2012/2013 | Felix Loch                       | Andi Langenhan      | David Möller                          |
| 2013/2014 | Felix Loch                       | Armin Zöggeler      | Dominik Fischnaller                   |
| 2014/2015 | Felix Loch                       | Andi Langenhan      | Wolfgang Kindl                        |
| 2015/2016 | Felix Loch                       | Wolfgang Kindl      | Chris Mazdzer                         |
| 2016/2017 | Roman Repilov                    | Felix Loch          | Wolfgang Kindl                        |
| 2017/2018 | Felix Loch                       | Wolfgang Kindl      | Roman Repilov                         |
| 2018/2019 | Semjon Pavlitsjenko              | Roman Repilov       | Felix Loch                            |
| 2019/2020 | Roman Repilov                    | Dominik Fischnaller | Semjon Pavlitsjenko                   |
| 2020/2021 | Felix Loch                       | Johannes Lochner    | Semjon Pavlitsjenko                   |
| 2021/2022 | Johannes Ludwig                  | Wolfgang Kindl      | Felix Loch                            |
| 2022/2023 | Dominik Fischnaller              | Felix Loch          | Max Langenhan                         |
| 2023/2024 | Max Langenhan                    | Kristers Aparjods   | Felix Loch                            |
| 2024/2025 | Max Langenhan                    | Nico Gleirscher     | Felix Loch                            |

| Land   | Goud | Zilver | Brons | Totaal |
| ------ | ---- | ------ | ----- | ------ |
| ITA    | 20   | 10     | 10    | 40     |
| AUT    | 11   | 6      | 9     | 26     |
| GER    | 10   | 20     | 19    | 49     |
| RUS    | 4    | 2      | 5     | 11     |
| FRG    | 3    | 1      | 2     | 6      |
| GDR    | 1    | 2      | 2     | 5      |
| URS    | 0    | 3      | 1     | 4      |
| USA    | 0    | 2      | 3     | 5      |
| LAT    | 0    | 1      | 0     | 1      |
| LIE    | 0    | 0      | 1     | 1      |
| Totaal | 49   | 47     | 52    | 148    |

### Mannen dubbel
| Editie    | Eerste                                                                                     | Tweede                                                                          | Derde                                                                                   |
| --------- | ------------------------------------------------------------------------------------------ | ------------------------------------------------------------------------------- | --------------------------------------------------------------------------------------- |
| 1977/1978 | Italië Peter Gschnitzer Karl Brunner                                                       | West-Duitsland Hans Brandner Balthasar Schwarm                                  | West-Duitsland Stefan Hölzlwimmer Rudolf Größwang                                       |
| 1978/1979 | Italië Peter Gschnitzer Karl Brunner                                                       | Oostenrijk Georg Fluckinger Karl Schrott                                        | West-Duitsland Hans Brandner Balthasar Schwarm                                          |
| 1979/1980 | Oostenrijk Günter Lemmerer Reinhold Sulzbacher                                             | Oostenrijk Georg Fluckinger Karl Schrott                                        | Italië Peter Gschnitzer Karl Brunner                                                    |
| 1980/1981 | Oostenrijk Günter Lemmerer Reinhold Sulzbacher                                             | Italië Hansjörg Raffl Norbert Huber                                             | West-Duitsland Hans Stanggassinger Franz Wembacher                                      |
| 1981/1982 | Oostenrijk Günter Lemmerer Reinhold Sulzbacher Oostenrijk Georg Fluckinger Franz Wilhelmer |                                                                                 | Sovjet-Unie Juris Eisaks Einārs Veikša                                                  |
| 1982/1983 | Italië Hansjörg Raffl Norbert Huber                                                        | West-Duitsland Hans Stanggassinger Franz Wembacher                              | West-Duitsland Thomas Schwab Wolfgang Staudinger Sovjet-Unie Juris Eisaks Einārs Veikša |
| 1983/1984 | DDR Jörg Hoffmann Jochen Pietzsch                                                          | Oostenrijk Georg Fluckinger Franz Wilhelmer Italië Hansjörg Raffl Norbert Huber |                                                                                         |
| 1984/1985 | Italië Hansjörg Raffl Norbert Huber                                                        | Oostenrijk Georg Fluckinger Franz Wilhelmer                                     | DDR Rene Keller Lutz Kühnlenz                                                           |
| 1985/1986 | Italië Hansjörg Raffl Norbert Huber                                                        | West-Duitsland Thomas Schwab Wolfgang Staudinger                                | West-Duitsland Stefan Ilsanker Georg Hackl                                              |
| 1986/1987 | West-Duitsland Thomas Schwab Wolfgang Staudinger                                           | West-Duitsland Stefan Ilsanker Georg Hackl                                      | Italië Hansjörg Raffl Norbert Huber                                                     |
| 1987/1988 | Sovjet-Unie Jevgeni Beloessov Aleksandr Beljakov                                           | West-Duitsland Stefan Ilsanker Georg Hackl                                      | Italië Hansjörg Raffl Norbert Huber Sovjet-Unie Vitali Melnik Dmitri Aleksejev          |
| 1988/1989 | Italië Hansjörg Raffl Norbert Huber                                                        | DDR Stefan Krauße Jan Behrendt                                                  | DDR Jörg Hoffmann Jochen Pietzsch                                                       |
| 1989/1990 | Italië Hansjörg Raffl Norbert Huber                                                        | Italië Kurt Brugger Wilfried Huber                                              | West-Duitsland Stefan Ilsanker Georg Hackl                                              |
| 1990/1991 | Italië Hansjörg Raffl Norbert Huber                                                        | Duitsland Stefan Krauße Jan Behrendt                                            | Italië Kurt Brugger Wilfried Huber                                                      |
| 1991/1992 | Italië Hansjörg Raffl Norbert Huber                                                        | Duitsland Yves Mankel Thomas Rudolf                                             | Duitsland Stefan Krauße Jan Behrendt                                                    |
| 1992/1993 | Italië Hansjörg Raffl Norbert Huber                                                        | Italië Kurt Brugger Wilfried Huber                                              | Duitsland Stefan Krauße Jan Behrendt                                                    |
| 1993/1994 | Duitsland Stefan Krauße Jan Behrendt                                                       | Oostenrijk Markus Schiegl Tobias Schiegl                                        | Duitsland Steffen Skel Steffen Wöller                                                   |
| 1994/1995 | Duitsland Stefan Krauße Jan Behrendt                                                       | Italië Kurt Brugger Wilfried Huber                                              | Verenigde Staten Chris Thorpe Gordy Sheer                                               |
| 1995/1996 | Duitsland Stefan Krauße Jan Behrendt                                                       | Duitsland Yves Mankel Thomas Rudolf                                             | Verenigde Staten Chris Thorpe Gordy Sheer                                               |
| 1996/1997 | Verenigde Staten Chris Thorpe Gordy Sheer                                                  | Italië Gerhard Plankensteiner Oswald Haselrieder                                | Oostenrijk Markus Schiegl Tobias Schiegl                                                |
| 1997/1998 | Verenigde Staten Mark Grimmette Brian Martin                                               | Italië Kurt Brugger Wilfried Huber                                              | Italië Gerhard Plankensteiner Oswald Haselrieder                                        |
| 1998/1999 | Verenigde Staten Mark Grimmette Brian Martin                                               | Oostenrijk Markus Schiegl Tobias Schiegl                                        | Duitsland Patric Leitner Alexander Resch                                                |
| 1999/2000 | Duitsland Patric Leitner Alexander Resch                                                   | Duitsland Steffen Skel Steffen Wöller                                           | Verenigde Staten Mark Grimmette Brian Martin                                            |
| 2000/2001 | Duitsland Steffen Skel Steffen Wöller                                                      | Duitsland André Florschütz Torsten Wustlich                                     | Duitsland Patric Leitner Alexander Resch                                                |
| 2001/2002 | Duitsland Patric Leitner Alexander Resch                                                   | Duitsland Steffen Skel Steffen Wöller                                           | Oostenrijk Markus Schiegl Tobias Schiegl                                                |
| 2002/2003 | Verenigde Staten Mark Grimmette Brian Martin                                               | Duitsland Patric Leitner Alexander Resch                                        | Oostenrijk Markus Schiegl Tobias Schiegl                                                |
| 2003/2004 | Duitsland Patric Leitner Alexander Resch                                                   | Duitsland André Florschütz Torsten Wustlich                                     | Italië Christian Oberstolz Patrick Gruber                                               |
| 2004/2005 | Italië Christian Oberstolz Patrick Gruber                                                  | Duitsland André Florschütz Torsten Wustlich                                     | Oostenrijk Andreas Linger Wolfgang Linger                                               |
| 2005/2006 | Duitsland Patric Leitner Alexander Resch                                                   | Italië Christian Oberstolz Patrick Gruber                                       | Duitsland André Florschütz Torsten Wustlich                                             |
| 2006/2007 | Duitsland Patric Leitner Alexander Resch                                                   | Italië Christian Oberstolz Patrick Gruber                                       | Italië Gerhard Plankensteiner Oswald Haselrieder                                        |
| 2007/2008 | Duitsland Patric Leitner Alexander Resch                                                   | Italië Christian Oberstolz Patrick Gruber                                       | Oostenrijk Andreas Linger Wolfgang Linger                                               |
| 2008/2009 | Italië Christian Oberstolz Patrick Gruber                                                  | Duitsland Patric Leitner Alexander Resch                                        | Oostenrijk Andreas Linger Wolfgang Linger                                               |
| 2009/2010 | Duitsland André Florschütz Torsten Wustlich                                                | Duitsland Patric Leitner Alexander Resch                                        | Italië Christian Oberstolz Patrick Gruber                                               |
| 2010/2011 | Duitsland Tobias Wendl Tobias Arlt                                                         | Oostenrijk Andreas Linger Wolfgang Linger                                       | Italië Christian Oberstolz Patrick Gruber                                               |
| 2011/2012 | Oostenrijk Andreas Linger Wolfgang Linger                                                  | Duitsland Tobias Wendl Tobias Arlt                                              | Duitsland Toni Eggert Sascha Benecken                                                   |
| 2012/2013 | Duitsland Tobias Wendl Tobias Arlt                                                         | Duitsland Toni Eggert Sascha Benecken                                           | Oostenrijk Peter Penz Georg Fischler                                                    |
| 2013/2014 | Duitsland Tobias Wendl Tobias Arlt                                                         | Duitsland Toni Eggert Sascha Benecken                                           | Italië Christian Oberstolz Patrick Gruber                                               |
| 2014/2015 | Duitsland Toni Eggert Sascha Benecken                                                      | Duitsland Tobias Wendl Tobias Arlt                                              | Letland Andris Šics Juris Šics                                                          |
| 2015/2016 | Duitsland Tobias Wendl Tobias Arlt                                                         | Duitsland Toni Eggert Sascha Benecken                                           | Oostenrijk Peter Penz Georg Fischler                                                    |
| 2016/2017 | Duitsland Toni Eggert Sascha Benecken                                                      | Duitsland Tobias Wendl Tobias Arlt                                              | Verenigde Staten Matt Mortensen Jayson Terdiman                                         |
| 2017/2018 | Duitsland Toni Eggert Sascha Benecken                                                      | Duitsland Tobias Wendl Tobias Arlt                                              | Oostenrijk Peter Penz Georg Fischler                                                    |
| 2018/2019 | Duitsland Toni Eggert Sascha Benecken                                                      | Oostenrijk Thomas Steu Lorenz Koller                                            | Duitsland Tobias Wendl Tobias Arlt                                                      |
| 2019/2020 | Duitsland Toni Eggert Sascha Benecken                                                      | Duitsland Tobias Wendl Tobias Arlt                                              | Letland Andris Šics Juris Šics                                                          |
| 2020/2021 | Oostenrijk Thomas Steu Lorenz Koller                                                       | Letland Andris Šics Juris Šics                                                  | Duitsland Toni Eggert Sascha Benecken                                                   |
| 2021/2022 | Duitsland Toni Eggert Sascha Benecken                                                      | Letland Andris Šics Juris Šics                                                  | Duitsland Tobias Wendl Tobias Arlt                                                      |
| 2022/2023 | Duitsland Tobias Wendl Tobias Arlt                                                         | Duitsland Toni Eggert Sascha Benecken                                           | Letland Mārtiņš Bots Roberts Plūme                                                      |
| 2023/2024 | Oostenrijk Thomas Steu Wolfgang Kindl                                                      | Duitsland Tobias Wendl Tobias Arlt                                              | Letland Mārtiņš Bots Roberts Plūme                                                      |
| 2024/2025 | Duitsland Tobias Wendl Tobias Arlt                                                         | Letland Mārtiņš Bots Roberts Plūme                                              | Oostenrijk Thomas Steu Wolfgang Kindl                                                   |

| Land   | Goud | Zilver | Brons | Totaal |
| ------ | ---- | ------ | ----- | ------ |
| GER    | 23   | 21     | 10    | 54     |
| ITA    | 12   | 10     | 10    | 32     |
| AUT    | 7    | 8      | 10    | 25     |
| USA    | 4    | 0      | 4     | 8      |
| FRG    | 1    | 5      | 6     | 12     |
| GDR    | 1    | 1      | 2     | 4      |
| URS    | 1    | 0      | 3     | 4      |
| LAT    | 0    | 3      | 4     | 7      |
| Totaal | 49   | 48     | 49    | 146    |

### Vrouwen individueel
| Editie    | Eerste                        | Tweede                  | Derde                                               |
| --------- | ----------------------------- | ----------------------- | --------------------------------------------------- |
| 1977/1978 | Regina König                  | Andrea Fendt            | Angelika Schafferer Margit Schumann Roswita Stenzel |
| 1978/1979 | Angelika Schafferer           | Marie-Luise Rainer      | Christine Brunner                                   |
| 1979/1980 | Angelika Schafferer           | Bettina Schmidt         | Christine Brunner                                   |
| 1980/1981 | Angelika Schafferer           | Monika Auer             | Marie-Luise Rainer                                  |
| 1981/1982 | Vera Sosoelja                 | Marie-Luise Rainer      | Monika Auer                                         |
| 1982/1983 | Ute Weiss                     | Ingrīda Amantova        | Melitta Sollmann                                    |
| 1983/1984 | Steffi Martin Bettina Schmidt |                         | Ute Oberhoffner                                     |
| 1984/1985 | Cerstin Schmidt               | Ute Oberhoffner         | Marie-Luise Rainer                                  |
| 1985/1986 | Marie-Luise Rainer            | Cerstin Schmidt         | Ute Oberhoffner                                     |
| 1986/1987 | Cerstin Schmidt               | Marie-Luise Rainer      | Gabriele Kohlisch Bonny Warner                      |
| 1987/1988 | Joelia Antipova               | Marie-Luise Rainer      | Gabriele Kohlisch                                   |
| 1988/1989 | Ute Oberhoffner               | Gerda Weissensteiner    | Joelia Antipova                                     |
| 1989/1990 | Joelia Antipova               | Gerda Weissensteiner    | Jana Bode                                           |
| 1990/1991 | Susi Erdmann                  | Gerda Weissensteiner    | Gabriele Kohlisch                                   |
| 1991/1992 | Susi Erdmann                  | Cammy Myler             | Gabriele Kohlisch Doris Neuner                      |
| 1992/1993 | Gerda Weissensteiner          | Doris Neuner            | Andrea Tagwerker                                    |
| 1993/1994 | Gabriele Kohlisch             | Jana Bode               | Susi Erdmann Andrea Tagwerker                       |
| 1994/1995 | Sylke Otto                    | Gabriele Kohlisch       | Jana Bode                                           |
| 1995/1996 | Jana Bode                     | Gerda Weissensteiner    | Gabriele Kohlisch                                   |
| 1996/1997 | Andrea Tagwerker              | Angelika Neuner         | Jana Bode                                           |
| 1997/1998 | Gerda Weissensteiner          | Silke Kraushaar         | Cammy Myler                                         |
| 1998/1999 | Silke Kraushaar               | Sylke Otto              | Barbara Niedernhuber                                |
| 1999/2000 | Sylke Otto                    | Silke Kraushaar         | Barbara Niedernhuber                                |
| 2000/2001 | Silke Kraushaar               | Sylke Otto              | Angelika Neuner                                     |
| 2001/2002 | Silke Kraushaar               | Sylke Otto              | Barbara Niedernhuber                                |
| 2002/2003 | Sylke Otto                    | Silke Kraushaar         | Barbara Niedernhuber                                |
| 2003/2004 | Sylke Otto                    | Silke Kraushaar         | Barbara Niedernhuber                                |
| 2004/2005 | Barbara Niedernhuber          | Silke Kraushaar         | Sylke Otto                                          |
| 2005/2006 | Silke Kraushaar               | Sylke Otto              | Tatjana Hüfner                                      |
| 2006/2007 | Silke Kraushaar-Pielach       | Tatjana Hüfner          | Anke Wischnewski                                    |
| 2007/2008 | Tatjana Hüfner                | Silke Kraushaar-Pielach | Natalie Geisenberger                                |
| 2008/2009 | Tatjana Hüfner                | Natalie Geisenberger    | Anke Wischnewski                                    |
| 2009/2010 | Tatjana Hüfner                | Natalie Geisenberger    | Anke Wischnewski                                    |
| 2010/2011 | Tatjana Hüfner                | Natalie Geisenberger    | Anke Wischnewski                                    |
| 2011/2012 | Tatjana Hüfner                | Natalie Geisenberger    | Anke Wischnewski                                    |
| 2012/2013 | Natalie Geisenberger          | Anke Wischnewski        | Tatjana Hüfner                                      |
| 2013/2014 | Natalie Geisenberger          | Alex Gough              | Tatjana Hüfner                                      |
| 2014/2015 | Natalie Geisenberger          | Dajana Eitberger        | Tatjana Hüfner                                      |
| 2015/2016 | Natalie Geisenberger          | Tatjana Ivanova         | Tatjana Hüfner                                      |
| 2016/2017 | Natalie Geisenberger          | Tatjana Hüfner          | Tatjana Ivanova                                     |
| 2017/2018 | Natalie Geisenberger          | Julia Taubitz           | Summer Britcher                                     |
| 2018/2019 | Natalie Geisenberger          | Julia Taubitz           | Summer Britcher                                     |
| 2019/2020 | Julia Taubitz                 | Tatjana Ivanova         | Viktoria Demtsjenko                                 |
| 2020/2021 | Natalie Geisenberger          | Julia Taubitz           | Dajana Eitberger                                    |
| 2021/2022 | Julia Taubitz                 | Madeleine Egle          | Natalie Geisenberger                                |
| 2022/2023 | Julia Taubitz                 | Dajana Eitberger        | Anna Berreiter                                      |
| 2023/2024 | Julia Taubitz                 | Anna Berreiter          | Madeleine Egle                                      |
| 2024/2025 | Julia Taubitz                 | Madeleine Egle          | Lisa Schulte                                        |

| Land   | Goud | Zilver | Brons | Totaal |
| ------ | ---- | ------ | ----- | ------ |
| GER    | 32   | 25     | 27    | 84     |
| GDR    | 6    | 3      | 7     | 16     |
| AUT    | 4    | 4      | 9     | 17     |
| ITA    | 3    | 9      | 3     | 15     |
| URS    | 3    | 1      | 1     | 5      |
| FRG    | 1    | 1      | 1     | 3      |
| USA    | 0    | 1      | 4     | 5      |
| RUS    | 0    | 2      | 2     | 4      |
| CAN    | 0    | 1      | 0     | 1      |
| Totaal | 49   | 47     | 53    | 149    |

### Vrouwen dubbel
| Editie    | Eerste                                | Tweede                                          | Derde                                           |
| --------- | ------------------------------------- | ----------------------------------------------- | ----------------------------------------------- |
| 2022/2023 | Italië Andrea Vötter Marion Oberhofer | Oostenrijk Selina Egle Lara Kipp                | Duitsland Jessica Degenhardt Cheyenne Rosenthal |
| 2023/2024 | Italië Andrea Vötter Marion Oberhofer | Duitsland Jessica Degenhardt Cheyenne Rosenthal | Duitsland Dajana Eitberger Saskia Schirmer      |
| 2024/2025 | Oostenrijk Selina Egle Lara Kipp      | Duitsland Jessica Degenhardt Cheyenne Rosenthal | Verenigde Staten Chevonne Forgan Sophia Kirkby  |

| Land   | Goud | Zilver | Brons | Totaal |
| ------ | ---- | ------ | ----- | ------ |
| ITA    | 2    | 0      | 0     | 2      |
| AUT    | 1    | 1      | 0     | 2      |
| GER    | 0    | 2      | 2     | 4      |
| USA    | 0    | 0      | 1     | 1      |
| Totaal | 3    | 3      | 3     | 9      |

### Landenteams
| Editie    | Eerste     | Tweede                                | Derde            |
| --------- | ---------- | ------------------------------------- | ---------------- |
| 2003/2004 | Duitsland  | Italië                                | Oostenrijk       |
| 2004/2005 | Duitsland  | Italië                                | Verenigde Staten |
| 2005/2006 | Italië     | Duitsland Oostenrijk Verenigde Staten |                  |
| 2006/2007 | Duitsland  | Canada                                | Verenigde Staten |
| 2007/2008 | Duitsland  | Verenigde Staten                      | Oostenrijk       |
| 2008/2009 | Duitsland  | Oostenrijk                            | Verenigde Staten |
| 2009/2010 | Duitsland  | Oostenrijk                            | Canada           |
| 2010/2011 | Duitsland  | Italië                                | Rusland          |
| 2011/2012 | Duitsland  | Canada                                | Rusland          |
| 2012/2013 | Duitsland  | Italië                                | Verenigde Staten |
| 2013/2014 | Duitsland  | Canada                                | Verenigde Staten |
| 2014/2015 | Duitsland  | Rusland                               | Verenigde Staten |
| 2015/2016 | Duitsland  | Rusland                               | Verenigde Staten |
| 2016/2017 | Duitsland  | Letland                               | Rusland          |
| 2017/2018 | Duitsland  | Oostenrijk                            | Canada           |
| 2018/2019 | Duitsland  | Rusland                               | Letland          |
| 2019/2020 | Italië     | Rusland                               | Duitsland        |
| 2020/2021 | Duitsland  | Rusland                               | Letland          |
| 2021/2022 | Duitsland  | Letland                               | Oostenrijk       |
| 2022/2023 | Duitsland  | Letland                               | Oostenrijk       |
| 2023/2024 | Duitsland  | Oostenrijk                            | Verenigde Staten |
| 2024/2025 | Oostenrijk | Duitsland                             | Letland          |

| Land   | Goud | Zilver | Brons | Totaal |
| ------ | ---- | ------ | ----- | ------ |
| GER    | 19   | 2      | 1     | 22     |
| ITA    | 2    | 4      | 0     | 6      |
| AUT    | 1    | 5      | 4     | 10     |
| RUS    | 0    | 5      | 3     | 8      |
| LAT    | 0    | 3      | 3     | 6      |
| CAN    | 0    | 3      | 2     | 5      |
| USA    | 0    | 2      | 8     | 10     |
| Totaal | 22   | 24     | 21    | 67     |

1977/1978 · 
1978/1979 · 
1979/1980 · 
1980/1981 · 
1981/1982 · 
1982/1983 · 
1983/1984 · 
1984/1985 · 
1985/1986 · 
1986/1987 · 
1987/1988 · 
1988/1989 · 
1989/1990 · 
1990/1991 · 
1991/1992 · 
1992/1993 · 
1993/1994 · 
1994/1995 · 
1995/1996 · 
1996/1997 · 
1997/1998 · 
1998/1999 · 
1999/2000 · 
2000/2001 · 
2001/2002 · 
2002/2003 · 
2003/2004 · 
2004/2005 · 
2005/2006 · 
2006/2007 · 
2007/2008 · 
2008/2009 · 
2009/2010 ·
2010/2011 ·
2011/2012 ·
2012/2013 ·
2013/2014 ·
2014/2015 ·
2015/2016 ·
2016/2017 ·
2017/2018 ·
2018/2019 · 
2019/2020 ·
2020/2021 ·
2021/2022 ·
2022/2023 ·
2023/2024 ·
2024/2025
Alpineskiën ·
Biatlon ·
Bobsleeën ·
Freestyleskiën ·
Langlaufen ·
Noordse combinatie ·
Rodelen ·
Schaatsen ·
Schansspringen ·
Shorttrack ·
Skeleton ·
Snowboarden ·
Telemarken